# Rue Bayen
Pour les articles homonymes, voir Bayen.
La rue Bayen est une voie du 17e arrondissement de Paris.

## Situation et accès
La rue Bayen est une voie du 17e arrondissement de Paris. Longue de 760 m, elle débute au sud-est sur la rue Poncelet, près de la place des Ternes. Elle se poursuit en ligne droite, en direction du nord-ouest, jusqu'à son débouché sur le boulevard Gouvion-Saint-Cyr, à l'intersection avec la rue Galvani. Sa largeur varie entre 3,50 mètres et 12,40 mètres.
Les numéros des édifices débutent au niveau de la rue Poncelet et augmentent en se dirigeant vers le nord-ouest. Comme traditionnellement à Paris, les nombres impairs sont alors situés sur le côté gauche de la rue, les nombres pairs sur le côté droit.
Outre ces voies aux extrémités, la rue Bayen est rejointe ou traversée par les voies suivantes :
- nos 6-8 : place Boulnois ;
- nos 17-25 et 14-16 : avenue Niel ;
- nos 25-27 : rue Villebois-Mareuil ;
- nos 35-37 et 26-28 : rue Pierre-Demours ;
- nos 41-43 et 32-34 : rue Torricelli (côté gauche) et rue de Saint-Senoch (côté droit) ;
- nos 43-45 et 36-38 : rue Faraday ;
- nos 47-49 et 40-44 : boulevard Pereire ;
- nos 44-46 : rue Jean-Baptiste-Dumas ;
- nos 50-52 : rue Vernier ;
- nos 63-65 : rue Roger-Bacon.

L'extrémité sud-est se trouve à proximité de la station Ternes sur la ligne 2. Le nord-ouest est plus proche des stations Pereire et Porte de Champerret sur la ligne 3.

## Origine du nom

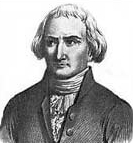
Pierre Bayen.

Elle porte le nom du chimiste et pharmacien français Pierre Bayen (1725-1798).

## Historique
La rue Bayen est située sur le terrain de l'ancien château des Ternes, un domaine situé avant la fin du XVIIIe siècle dans l'actuelle partie ouest du 17e arrondissement de Paris. En 1730, le plan de Roussel fait figurer un chemin à l'emplacement d'une partie de l'actuelle rue.
En 1778, l'architecte Nicolas Lenoir acquiert la propriété. Dans les années qui suivent, il vend les meubles du château, découpe son parc en parcelles à lotir et perce l'actuelle rue Bayen à travers le corps de logis. Au XIXe siècle, la rue, appelée « rue de l'Arcade », fait partie de la commune de Neuilly, sur le hameau des Ternes.
Par décret du 23 mai 1863, cette voie de l'ancienne commune de Neuilly est classée dans la voirie parisienne et prend sa dénomination actuelle par décret du 24 août 1864.
De nos jours, la rue se termine face au centre de secours de Champerret, place Jules-Renard. Historiquement elle se prolongeait au delà et se connectait à l'actuelle rue Chaptal à Levallois-Perret. Avant l'aménagement du boulevard périphérique, elle croisait ainsi l'avenue de la Porte-de-Champerret ainsi qu'un tronçon totalement disparu de la rue Jean-Jaurès provenant de Levallois.

## Bâtiments remarquables et lieux de mémoire

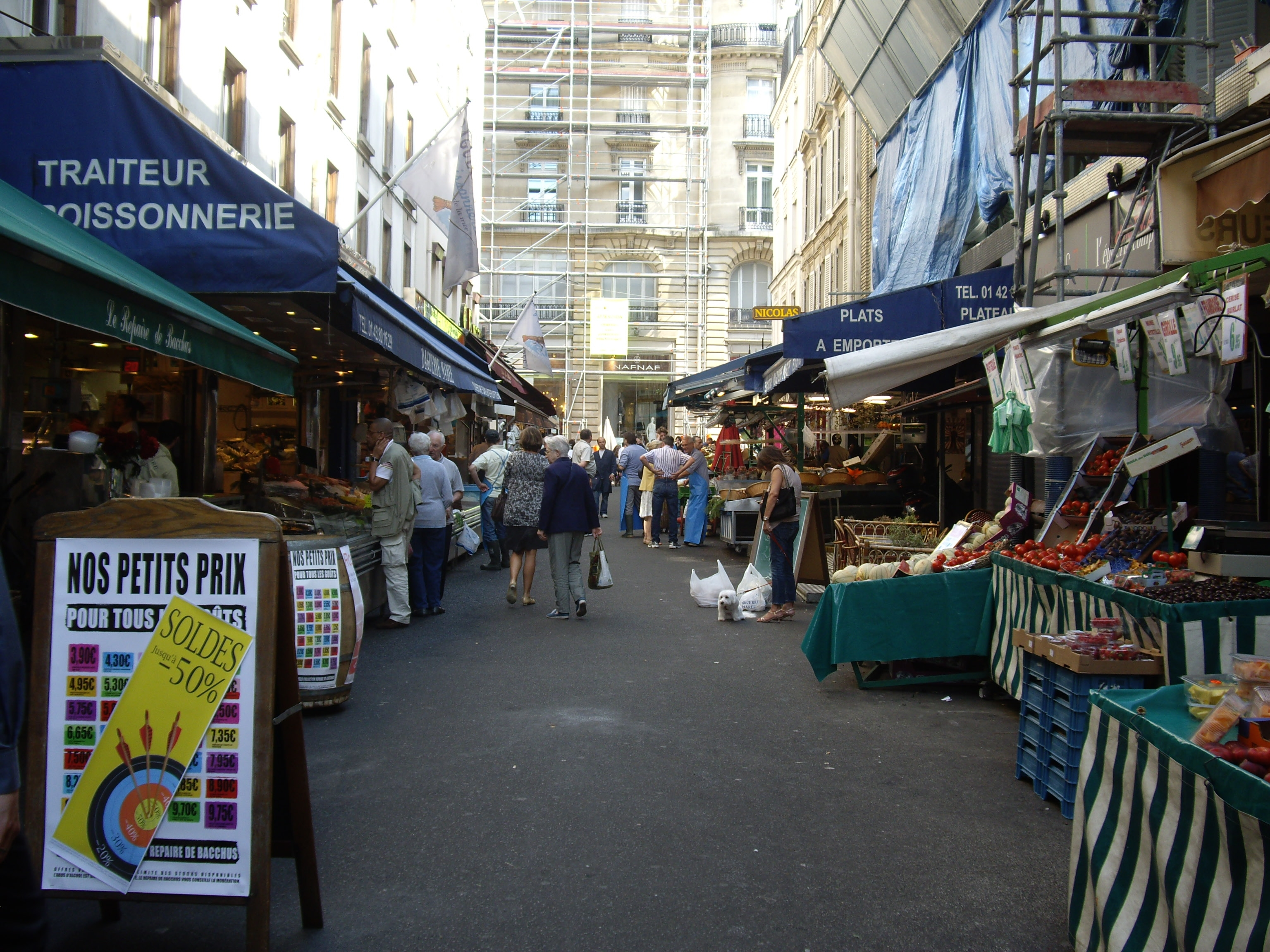
Le marché Poncelet-Bayen, situé à l'extrémité sud-est de la rue Bayen.

La rue Bayen longe les sites particuliers suivants :
- no 27 bis : la peintre allemande Louise Catherine Breslau (1856-1927) y vécut au début de sa carrière[2].
- no 28 : le château des Ternes. La rue Bayen traverse l'ancien corps de logis du château à travers une arcade[3] ;
- no 41 : le peintre Geoffroy Dauvergne (1922-1977) y vécut de 1946 à 1953 environ[4] ;
- no 43 : marché des Ternes ;
- nos 53 à 57 : square Olave-et-Robert-Baden-Powell.

### Iconographie
- Geoffroy Dauvergne, Rue Bayen, hiver 1947, huile sur toile, dans la famille de l'artiste[5].
- Maurice Utrillo, La Rue Bayen à Paris, 1922, fondation Bemberg, hôtel d’Assézat, Toulouse, Guide des collections, p. 65, huile sur toile, 57 × 71 cm (inv. 2090).